# Labourdonnaisia calophylloides
Labourdonnaisia calophylloides är en tvåhjärtbladig växtart som beskrevs av Wenceslas Bojer. Labourdonnaisia calophylloides ingår i släktet Labourdonnaisia och familjen Sapotaceae. Inga underarter finns listade i Catalogue of Life.